# Amadeu Cavalcante
Amadeu Leopoldo de Sá Cavalcante Neto (Macapá, 2 de setembro de 1961) é um cantor e compositor brasileiro. Iniciou sua carreira profissional cantando nos bares de Macapá na década de 1980.

## Carreira
Em 1989, lançou o primeiro disco da carreira, o LP Sentinela Nortente, em parceria com o também cantor e compositor amapaense Osmar Júnior, que compôs todas as canções. O disco, gravado em Belém (Pará), trouxe os sucessos a canção homônima (Osmar Júnior) (Cadê a tribo/A taba/A tanga/A tamba-tajá?/Olhos nos campos Kourou/Currutelas do Pará) e "Tajá" (Osmar Júnior/Fernando Canto) (Tomo um banho de alho/Misturado com sal grosso/Rezo pros meus guias/Vou bebendo água de poço).
Em 1991, lança o segundo disco, Estrela do Cabo Norte, gravado no Multi-Estúdio, no Rio de Janeiro, com prensagem pela BMG Ariola, sob selo da gravadora Outros Brasis. Participam do álbum, os músicos Fernando Merlino, Fernando Carvalho, Marcos Amma e Jacques Morelenbaum. O paraense Nilson Chaves faz participação especial na música "Abrigo para um Violeiro Andante" (Marcos Quinan/Eudes Fraga/Joãozinho Gomes). Entre os sucessos, destaca-se "Samaúma" (Osmar Júnior/Fernando Merlino) e "Jardim Infame" (Amadeu Cavalcante/Val Milhomem), primeira composição dele gravada pelo próprio Amadeu.
A partir de abril de 1997, Amadeu Cavalcante passa a integrar o Quarteto Senzalas, junto com os músicos Zé Miguel, Val Milhomem e Joãozinho Gomes, lançando o CD Dança das Senzalas, em 1999, e realizando apresentações ao vivo nos palcos brasileiros por meio do Projeto Pixinguinha e na Europa.

## Discografia

### Carreira solo
- Sentinela Nortente (1989) — Vinil
- Estrela do Cabo Norte (1991) — Vinil
- Tarumã (1996) — CD
- 10 Anos (2000) — CD

### Participações
- Dança das Senzalas (com Zé Miguel, Val Milhomem e Joãozinho Gomes (1999) — CD